# Université des sciences et des technologies d'Adana
L'université des sciences et des technologies d'Adana (en turc Adana Bilim ve Teknoloji Üniversitesi, prononcé [ɑdɑnɑ bilim vɛ tɛknik yniveɾsite'si]) est une université publique turque.